# Fahrenheit (Hersheypark)
Pour les articles homonymes, voir Fahrenheit (homonymie).
Fahrenheit sont des montagnes russes assises du parc Hersheypark, situées à Hershey, en Pennsylvanie, aux États-Unis. Elles ont ouvert le 24 mai 2008 et ont été construites par la société suisse Intamin. La première descente est inclinée à 97 degrés, et elles étaient les montagnes russes les plus inclinées au monde à leur ouverture (à égalité avec d'autres montagnes russes).

## Parcours
Fahrenheit commence par un lift hill vertical d'une hauteur de 38 mètres, suivi d'une descente inclinée à 97 degrés. Il y a ensuite six inversions, dont un looping norvégien, un Cobra Roll (deux inversions) et deux tire-bouchons.

## Galerie

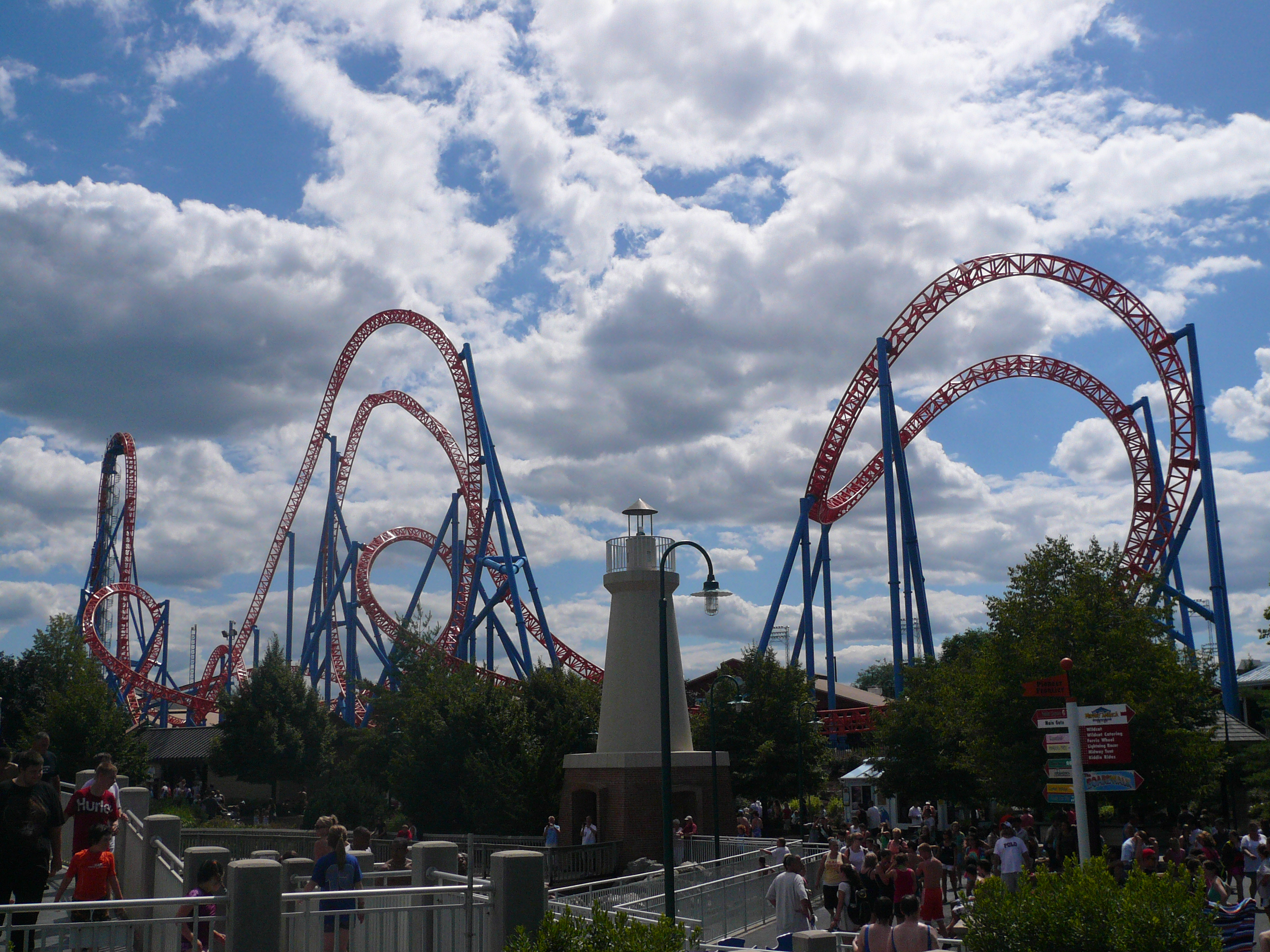
Vue générale de l'attraction.
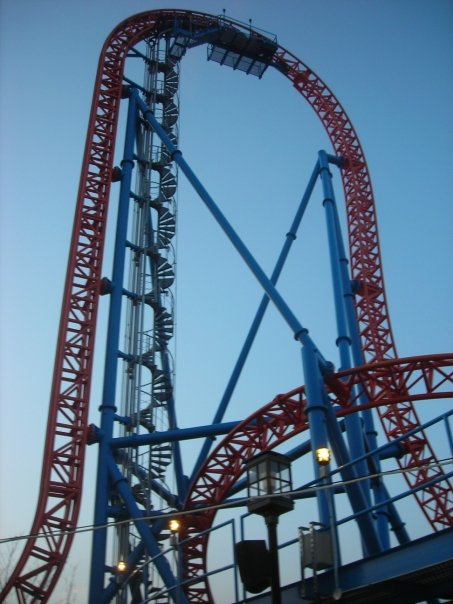
Le lift hill vertical et a première descente.
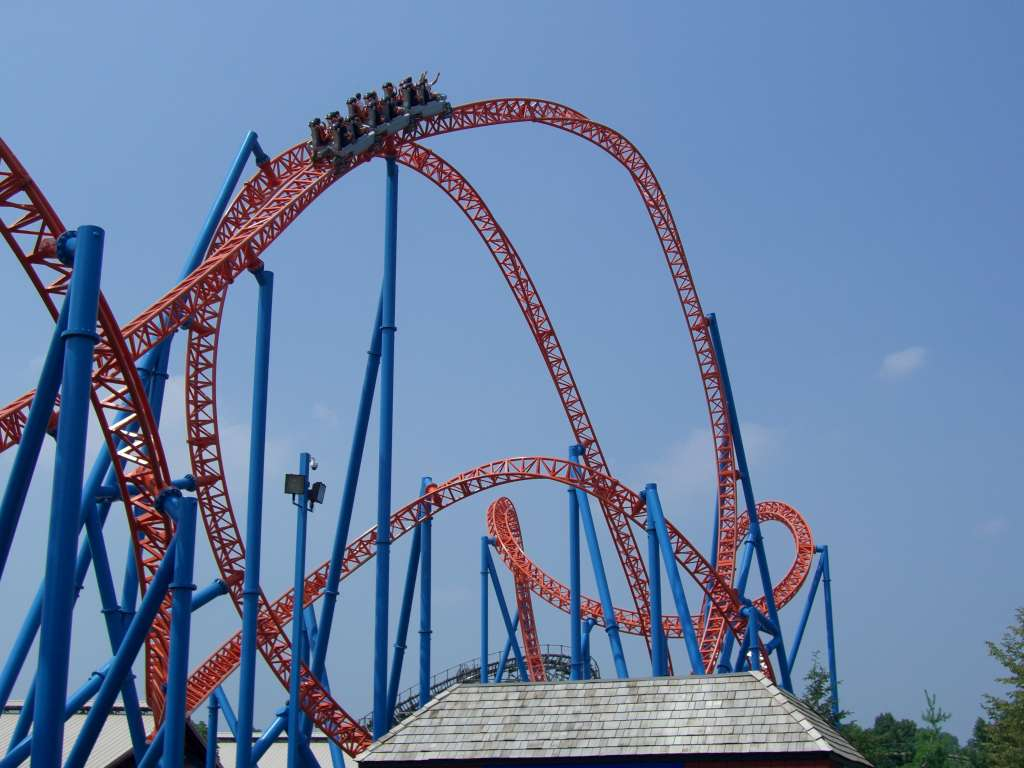
Le looping norvégien.
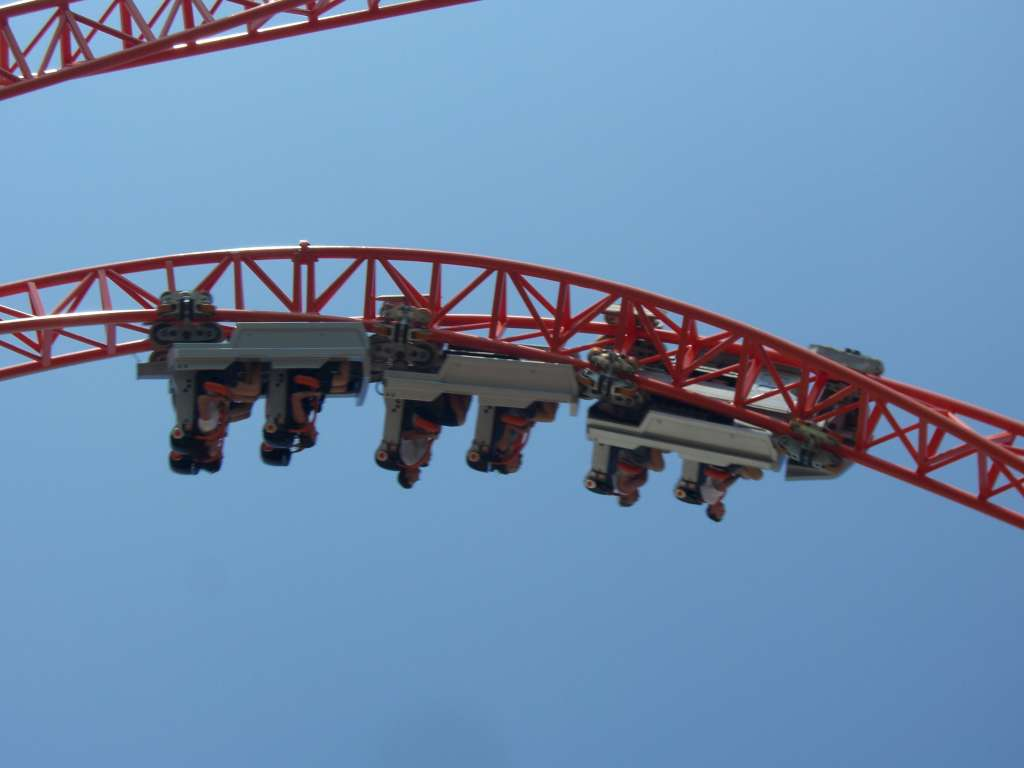
Le barrel roll.
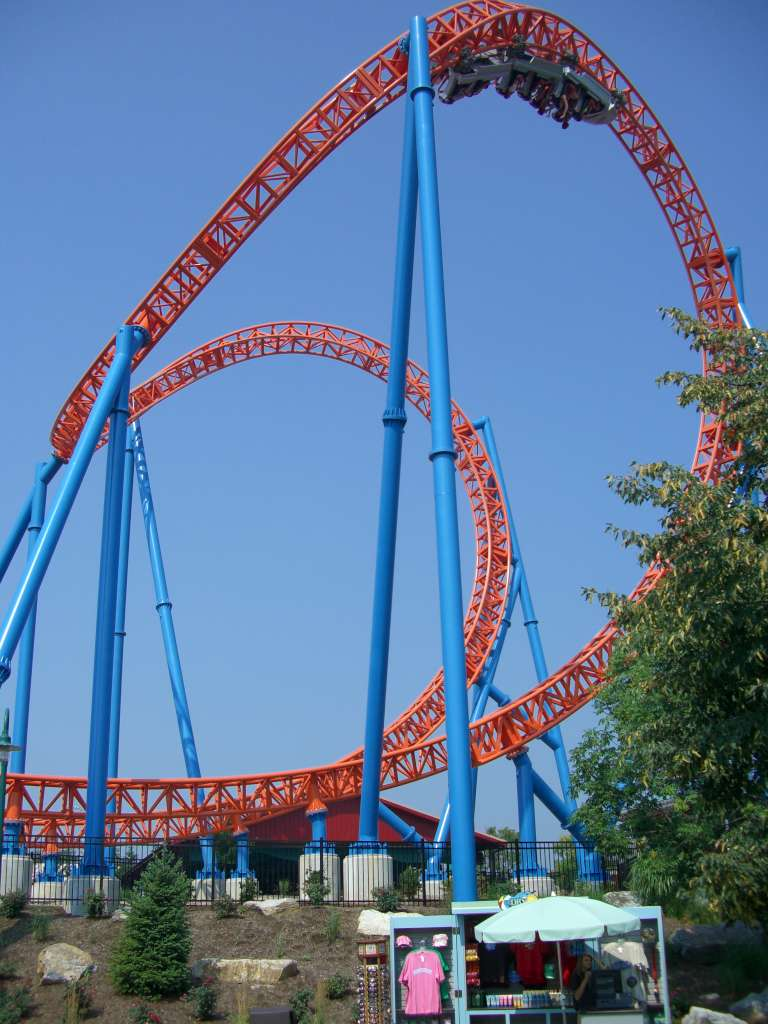
Le cobra roll
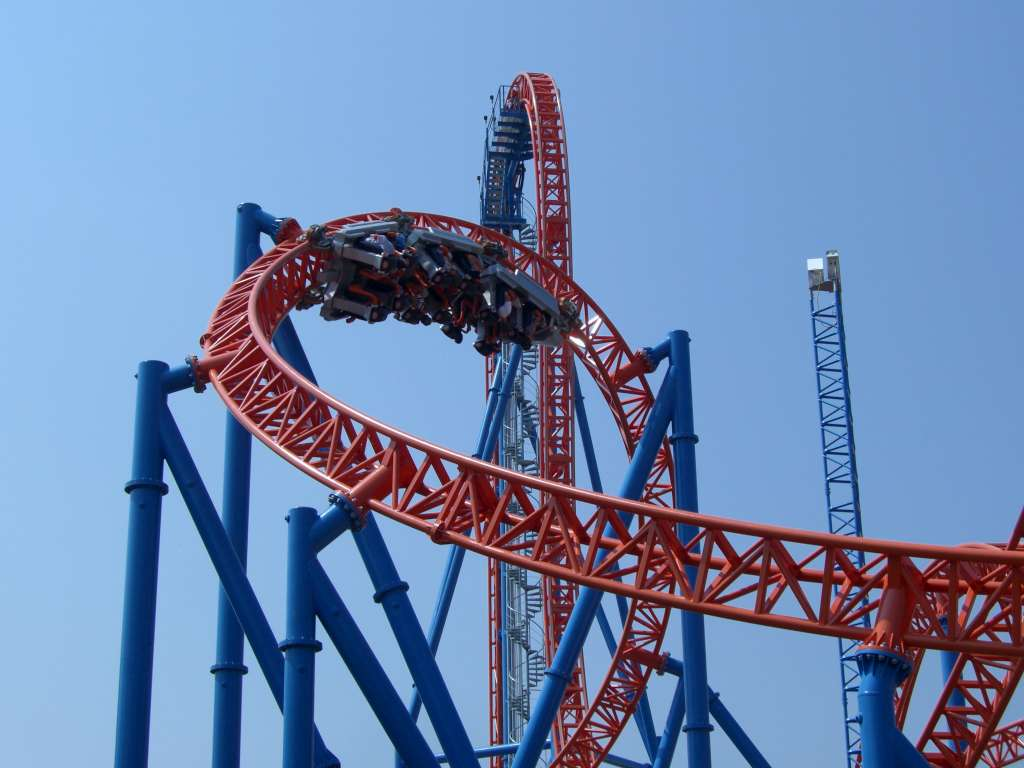
Tire-bouchon.
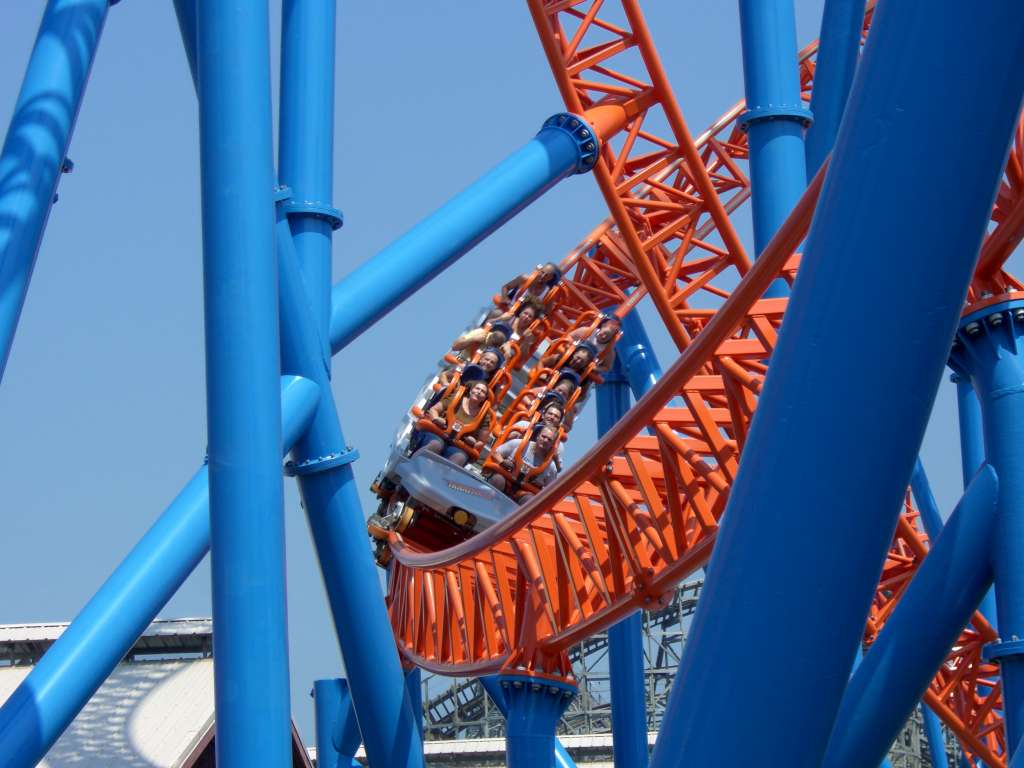
Banked turns.